# Hermann von Bassewitz
Hermann Friedrich Theodor Christian Karl von Bassewitz (* 8. März 1858 in Güstrow; † 5. Januar 1930 in Schwerin) war ein preußischer Generalleutnant.

## Leben

### Herkunft
Er entstammte der Mecklenburgischen Linie der alten Familie Bassewitz. Seine Eltern waren der Güstrower Geheime Justizrat Hermann von Bassewitz (1815–1886) und dessen Frau Charlotte, geborene von Blücher (1832–1918) aus dem Hause Sukow. Er hatte einen älteren und zwei jüngere Brüder, darunter den Konteradmiral Joachim Adolph von Bassewitz und eine Schwester.

### Militärkarriere
Ab 1868 besuchte Bassewitz die Kadettenanstalt in Plön und 1873 wechselt auf die Hauptkadettenanstalt in Groß-Lichterfelde. 1876 wurde er als Sekondeleutnant dem Großherzoglich Mecklenburgischen Füsilier-Regiment Nr. 90 der Preußischen Armee in Rostock überwiesen, wo er zusammen mit dem späteren Afrikaforscher und Gouverneur von Deutsch-Ostafrika Hermann von Wissmann diente. Als bester Turner des Regiments ging Bassewitz zur Militär-Turnanstalt Berlin. 1893 diente Bassewitz als Hauptmann und Chef der 3. Kompanie im Oldenburgischen Infanterie-Regiment Nr. 91 in Oldenburg unter Oberst Paul von Hindenburg, dem späteren Generalfeldmarschall und Reichspräsidenten. 1900 war er an der Unteroffizierschule in Potsdam tätig. 1901 diente Bassewitz im Braunschweigischen Infanterie-Regiment Nr. 92 in Braunschweig.
1909 war er Major im Füsilier-Regiment „Königin“ (Schleswig-Holsteinisches) Nr. 86 in Flensburg. 1911 war er Oberstleutnant im Infanterie-Regiment „Prinz Louis Ferdinand von Preußen“ (2. Magdeburgisches) Nr. 27 in Halberstadt. Am 27. Januar 1913 wurde Bassewitz zum Oberst befördert und erhielt am 5. März 1913 das Kommando über das 2. Nassauische Infanterie-Regiment Nr. 88 in Mainz.
Mit Ausbruch des Ersten Weltkriegs wurde Bassewitz zum Kommandeur der 50. Reserve-Infanterie-Brigade ernannt, mit der er an der Westfront zum Einsatz kam. Im September 1914 wurde er bei einem Gefecht durch einen Schuss in den Unterarm verletzt. Als Generalmajor kommandierte er bis Kriegsende eine Infanterie-Division zwischen Flandern und Champagne, zuletzt die 220. Infanterie-Division. Am 11. September 1918 zeichnete ihn Generalfeldmarschall Hindenburg beim Frontbesuch mit dem Komturkreuz des Königlichen Hausordens von Hohenzollern mit Schwertern aus. Im Frühjahr 1919 wurde Bassewitz als Generalleutnant aus dem aktiven Militärdienst verabschiedet.

### Ruhestand
Seinen Ruhestand verbrachte Bassewitz in Schwerin. Privat war er begeisterter Jäger und Bergsteiger, und er interessierte sich für wirtschaftliche Zusammenhänge seiner Zeit. Zudem engagierte er sich als Rechtsritter im Konvent der Mecklenburgischen Genossenschaft des Johanniterorden. Bassewitz blieb unverheiratet. Er starb Anfang 1930 an einer Mittelohrentzündung. Im Garnisonsmuseum der Zitadelle Mainz sind Fotos von Bassewitz und seines blumengeschmückten Grabs ausgestellt.